# Mimmi Larsson
Mimmi Larsson (født 9. april 1994) er en svensk fodboldspiller, der spiller for Eskilstuna United og for Sverige.